# Bucerías
Bucerías är en ort i Mexiko.   Den ligger i kommunen Bahía de Banderas och delstaten Nayarit, i den centrala delen av landet, 700 km väster om huvudstaden Mexico City. Bucerías ligger 24 meter över havet och antalet invånare är 9 037.
Terrängen runt Bucerías är platt österut, men åt nordväst är den kuperad. Havet är nära Bucerías åt sydväst. Runt Bucerías är det tätbefolkat, med 319 invånare per kvadratkilometer. Närmaste större samhälle är Puerto Vallarta, 18,9 km sydost om Bucerías. Omgivningarna runt Bucerías är en mosaik av jordbruksmark och naturlig växtlighet.